# Башнефтепроект
Башнефтепроект (Башкирский государственный институт по проектированию предприятий и сооружений нефтегазодобывающей промышленности) — институт в составе ПАО «Башнефть», проводящий инженерно-геологические изыскания, проектирование объектов обустройства нефтяных месторождений, транспорта и хранения нефти и нефтепродуктов; базы производственного обслуживания и заводы.

Здание БашНИПИнефть, куда входил Башнефтепроект

По проектам института построены в Уфе здания Общественно-политического центра, авиационного технического университета, ПО «Башнефть», Федеральной службы безопасности; ДК нефтяников (Дома нефти); объекты обустройства нефтяных месторождений не только в Башкирии, но и в Республике Куба (1978-80), в Йеменской Арабской Республике (1990). «Башнефтепроект» готовил перспективные, генеральные, оперативные схемы комплексного обустройства, развития, промышленной разведки и доразведки, пробной эксплуатации следующих нефтяных месторождений: Арланское, Белебеевское, Введеновское, Копей-Кубовское, Культюбинское, Манчаровское, Орьебашевское, Старо-Казанковское, Чекмагушевское, а также нефтеносных площадей северо-западной Башкирии.
Разработана принципиальных технологических схемы сбора нефти и газа на месторождениях нефти: Бавлинское, Белозерское, Красноярское, Шкаповское. Типовые проекты «Башнефтепроекта»: полупередвижной нефтесборный пункт, колодцы для сетей сбора нефти и газа на промыслах, установки комплексной подготовки нефти на промыслах, обвязки и обустройства устья скважин, передвижная компрессорная станция, передвижная установка низкотемпературной сепарации газа, газораспределительный пункт на 8 и 12 скважин.

## История
Основан в 1933 в д. Ишимбаево Макаровского района как проектно-сметное бюро в составе строительного отдела Ишимбаевского нефтепромысла, в том же году было переведено в г. Стерлитамаке. Открытие "Второго Баку, потребность в разработке проектной документации по введению в строй нефтепромыслов, успешная работа сотрудников приводила к постепенному повышению статуса и смены названия: проектно-сметная контора «Башнефтепроект» (1936), Государственная союзная проектно-сметная контора «Башнефтепроект» (1940), институт «Башнефтепроект» (1951) с базированием в Уфе. Государственная союзная проектно-сметная контора «Башнефтепроект» Министерства нефтяной промышленности СССР, г. Стерлитамак Башкирской АССР создана приказом Наркомата нефтяной промышленности СССР от 4 июля 1940.
27 октября 1951 на базе конторы приказом Министерства нефтяной промышленности СССР создан Государственный институт по проектированию нефтепромысловых и газопромысловых сооружений «Башнефтепроект». «Башнефтепроект» подчинялся: Наркомату — Министерству нефтяной промышленности СССР (1940—1946, 1948—1951); Наркомату — Министерству нефтяной промышленности Восточных районов СССР (1946—1948). «Башнефтепроект» проводил изыскательские, проектно-сметные работы по строительству и реконструкции нефтепромыслов, проектирование типовых и стандартных сооружений и оборудования для нефтетрестов. 27 октября 1951 г. на базе конторы приказом Министерства нефтяной промышленности СССР создан Государственный институт по проектированию нефтепромысловых и газопромысловых сооружений «Башнефтепроект».
Падение нефтедобычи в Башкирии, количества разведанных месторождений, и как следствие, понижение спроса в проектной документации, привело к реорганизации работы, выходу на новые рынки. В 1965 г. приказом Министерства нефтедобывающей промышленности СССР Государственный институт по проектированию нефтепромысловых и газопромысловых сооружений «Башнефтепроект» переименован в Башкирский государственный институт по проектированию предприятий и сооружений нефтедобывающей промышленности «Башнефтепроект».
Институт находился в ведении: Министерства нефтяной промышленности СССР (1951—1957); Башкирского — Средневолжского совнархозов (1957—1963); Госкомитета химической и нефтяной промышленности при Госплане СССР (1963—1964); Госкомитета нефтедобывающей промышленности при Госплане СССР (1964—1965); Министерства нефтедобывающей промышленности СССР (1965—1970). Приказом министерства от 17 марта 1970 на базе институтов Башнефтепроект и УфНИИ (Уфимский НИИ нефтяной промышленности) создан Башкирский государственный научно-исследовательский и проектный институт нефтяной промышленности («БашНИПИнефть»). Институт имел Салаватский филиал. В его задачи входило: проектирование, реконструкция объектов строительства в нефтедобывающей промышленности нефтяных районов Башкирской, Коми, Удмуртской АССР, Оренбургской, Пермской, Тюменской областей, Белорусской и Казахской ССР. В 1991 году произошло обратное явление: из проектной части БашНИПИнефти выделился как структурная единица институт «Башнефтепроект». Через четыре года, в 1995 «Башнефтепроект» стал филиалом ОАО «Башнефть».
Один из организаторов института «Башнефтепроект» и его директор с 1957 года — Сергей Сергеевич Ширин
Так же культурная жизнь сотрудников не осталась в стороне. В середине 60-х годов образовался центр авторской песни института «Башнефтепроект». Активными участниками были Л.Малых, В. Ивановский, Ф. Дробот, Л. Кисилева..

## Фонд «Башнефтепроекта»
Филиал Российского государственного архива научно-технической документации (РГАНТД), г. Самара в фонде Р-101 хранит 572 ед.хр. организации за 1938—1969 гг. Описи на документацию: — проектную — ед.хр. 172, 1951—1969; — управленческую — ед.хр. 400, 1938—1967.